# Чёрные тузы

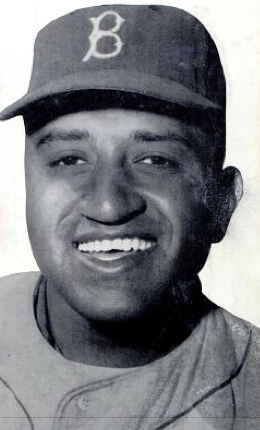
Первый Чёрный туз — Дон Ньюкомб.

Чёрные тузы англ. Black Aces) — группа афроамериканских питчеров, которые выиграли не менее 20 игр в течение одного сезона Главной лиги бейсбола. Термин возник благодаря книге 2007 года от бывшего питчера и одного из членов группы Грант Мадкэт. По состоянию на сезон 2023 года достижением обладали 15 игроков.

## Предыстория
После десегрегации МЛБ в конце 1940-х годов, продолжения создания драфта МЛБ в 1965 году команды высшей лиги обычно делали из афроамериканских питчеров позиционных игроков, а не позволяли им продолжать подачу. В 1950-е годы только два афроамериканских питчера выиграли 20 игр — Дон Ньюкомб и Сэм Джонс. В 1965 году к ним присоединились Боб Гибсон и Грант Мадкэт; последний стал первым победившим в 20 играх в истории Американской лиги афроамериканцем. Два других афроамериканских питчера, Дженкинс Фергюсон и Эрл Уилсон, также совершили это достижение в 1960-х годах. С тех пор список пополнялся ещё несколько раз: трижды в 1970-х, трижды в 1980-х, единожды в 2000-х и дважды в 2010-х.
В середине 2000-х выжившие члены группы организовались, чтобы пропагандировать свои успехи и поощрять развитие будущих чернокожих игроков. В 2007 году Грант написал книгу Черные тузы: единственные афроамериканцы, выигравшие двадцать игр в бейсболе. Некоторые чернокожие питчеры из Латинской Америки, особенно уроженец Кубы Луис Тиант (питчер, одержавший 20 побед четыре раза за свою карьеру), выразили разочарование невключением в список. Между тем, уроженец Канады Фергюсон Дженкинс был включён в список «Черных асов», ибо ведёт свою родословную по материнской линии от беглых рабов из США.
В феврале 2007 года во время мероприятия в честь Месяца чёрной истории президент Джордж Буш почтил в Белом доме автора книги Гранта и трех его товарищей (Дженкинса, Майка Норриса и Донтрелла Уиллиса). В сезоне MLB 2007 года в Музее бейсбола негритянской лиги проходила передвижная выставка в честь «Черных тузов». В тот сезон «Черные тузы» чествовали в МакЭйфи Колизеум в Окленде.
Два члена Чёрных тузов (Гибсон и Дженкинс) являются членами Национального зала бейсбольной славы.

## Чёрные тузы
В книге Гранта, опубликованной в 2007 году, 13 питчеров названы «черными тузами». Впоследствии два афроамериканских питчера также выиграли 20 или более игр за один сезон MLB.
| Питчер             | Имя игрока |
| #                  | Количество сезонов, в которых питчер выиграл 20 или более игр.                                                   |
| Сезон и статистика | Сезон(ы), в которых питчер выиграл 20 или более игр, а также статистика побед и поражений в каждом таком сезоне. |
| Команда            | Команда, в которой питчер выиграл 20 и более игр                                                                 |
| dagger             | Питчер, включённый в Национальный зал баскетбольной славы                                                        |
| double-dagger      | Питчер совершил достижение после публикации книги в 2007 году.                                                   |

| Питчер              | # | Сезон и рекорд                                                                                  | Команда                     |
| ------------------- | - | ----------------------------------------------------------------------------------------------- | --------------------------- |
| Вида Блю            | 3 | 1971 (24-8), 1973 (20-9), 1975 (22-11)                                                          | Окленд Атлетикс             |
| Эл Даунинг          | 1 | 1971 (20-9)                                                                                     | Лос-Анджелес Доджерс        |
| Боб Гибсон          | 5 | 1965 (20-12), 1966 (21-12), 1968 (22-9), 1969 (20-13), 1970 (23-7)                              | Сент-Луис Кардиналс         |
| Дуайт Гуден         | 1 | 1985 (24-4)                                                                                     | Нью-Йорк Метс               |
| Грант Мадкэт        | 1 | 1965 (21-7)                                                                                     | Миннесота Твинс             |
| Дженкинс Фергюсон   | 7 | 1967 (20-13), 1968 (20-15), 1969 (21-15), 1970 (22-16), 1971 (24-13), 1972 (20-12) 1974 (25-12) | Чикаго Кабс Техас Рейнджерс |
| Сэм Джонс           | 1 | 1959 (21-15)                                                                                    | Сан-Франциско Джайентс      |
| Дон Ньюкомб         | 3 | 1951 (20-9), 1955 (20-5), 1956 (27-7)                                                           | Бруклин Доджерс             |
| Майк Норрис         | 1 | 1980 (22-9)                                                                                     | Окленд Атлетикс             |
| Дэвид Прайс         | 1 | 2012 (20-5)                                                                                     | Тампа-Бэй Рейс              |
| Джеймс Родни Ричард | 1 | 1976 (20-15)                                                                                    | Хьюстон Астрос              |
| Си Си Сабатия       | 1 | 2010 (21-7)                                                                                     | Нью-Йорк Янкис              |
| Дэйв Стюарт         | 4 | 1987 (20-13), 1988 (21-12), 1989 (21-9), 1990 (22-11)                                           | Окленд Атлетикс             |
| Донтрелл Уиллис     | 1 | 2005 (22-10)                                                                                    | Флорида Марлинс             |
| Эрл Уилсон          | 1 | 1967 (22-11)                                                                                    | Детройт Тайгерс             |